# Scopifera discistriga
Scopifera discistriga là một loài bướm đêm trong họ Noctuidae.